# Castillo de Benquerencia de la Serena
El Castillo de Benquerencia de la Serena es una fortaleza del siglo XIV, situada en lo alto de un cerro. Se encuentra en el municipio español de Benquerencia de la Serena situado a unos 160 km de Badajoz, capital de la provincia del mismo nombre, en la Comunidad Autónoma de Extremadura y a cinco de Castuera.

## Historia
La fortaleza fue construida por los almohades entre los siglos XII y XIII y fue reconquistada en el año 1236 por las tropas de la Orden de Alcántara que luchaban a las órdenes del rey Fernando III el Santo el cual les donó la fortaleza en el año 1241. Su posición estratégica y la ubicación sobre un promontorio rocoso con taludes muy inclinados, que a veces llegaban a ser casi verticales, hacía de este emplazamiento un lugar deseado por ser casi inexpugnable. Por ello se llevaron a cabo constantes reformas durante todo el siglo XVII, sin embargo a finales de este siglo fue abandonado por el estado ruinoso en que se encontraba.
Su valor estratégico era tal que hasta el pleno siglo XX, durante la Guerra Civil española se construyó una casamata en su flanco norte como puesto de observación de la artillería, obras que todavía permanecen visibles.

## El castillo
El sistema constructivo de los musulmanes, a base de tapial de tierra y piedras humedecidas y sujetas por encofrados hasta su consolidación, todavía son visibles en algunos lienzos y en las torres adosadas. También tenían unos aljibes y tres naves cubiertas mediante bóvedas de cañón por lo que se aprecia de los restos existentes.
Por lo que respecta a la construcción cristiana, el cuerpo más importante de la fortaleza ocupaba la práctica totalidad del terreno de la cima del promontorio rocoso. Sobre la parte superior de las caras verticales del terreno se alzaban unos muros de cierre del perímetro. También había una barbacana o segundo muro exterior del que se conserva una torre prismática adosada. Durante la Edad Media y el siglo XVI se realizaron un gran número de reformas. Aunque no exista en la actualidad, hay documentación acerca de la construcción de la «Puerta Grande», que era la principal orientada al este. También citan los documentos el nombre de varias torres como son la de «El Águila», la de «Montanchez», la de «Los Enamorados» y, desde luego, de la «Torre del Homenaje», ubicada en el flanco sudeste de la fortaleza. Esta torre, que ya en el siglo XVII figuraba que tenía grandes desperfectos, ya ha desaparecido.
También disponía de gran cantidad de edificios domésticos para el desarrollo de la vida diaria como la residencia del alcaide, salas, tahonas, cocinas, etc. pero se sabe más de su existencia a través de la documentación existente que de los restos arquitectónicos ya que no se conservan prácticamente ninguno.